# Souday
Souday foi uma comuna francesa na região administrativa do Centro, no departamento Loir-et-Cher. Estendia-se por uma área de 35,44 km². Em 2010 a comuna tinha 1 076 habitantes (densidade: 30,4 hab./km²).
Em 1 de janeiro de 2018, passou a formar parte da comuna de Couëtron-au-Perche.